# Episparis hyalinata
Episparis hyalinata är en fjärilsart som beskrevs av Holland 1920. Episparis hyalinata ingår i släktet Episparis och familjen nattflyn. Inga underarter finns listade i Catalogue of Life.